# Vít Jedlička
Vít Jedlička (pronuncia-seˈviːt ˈjɛdlɪtʃka Hradec Králové, 6 de setembro de 1983) é um político, ativista libertário e escritor tcheco. Desde 13 de abril de 2015 atua como presidente da micronação autointitulada da República Livre de Liberland, país criado por ele.